# Turcolana reichi
Turcolana reichi là một loài chân đều trong họ Cirolanidae. Loài này được Por miêu tả khoa học năm 1962.